# Dziób jednostki pływającej

Schematycznie przedstawione formy dziobów: prosty (a), z nawisem krążowniczym (b), łyżkowy (c), kliprowy (d), z gruszką dziobową (e).

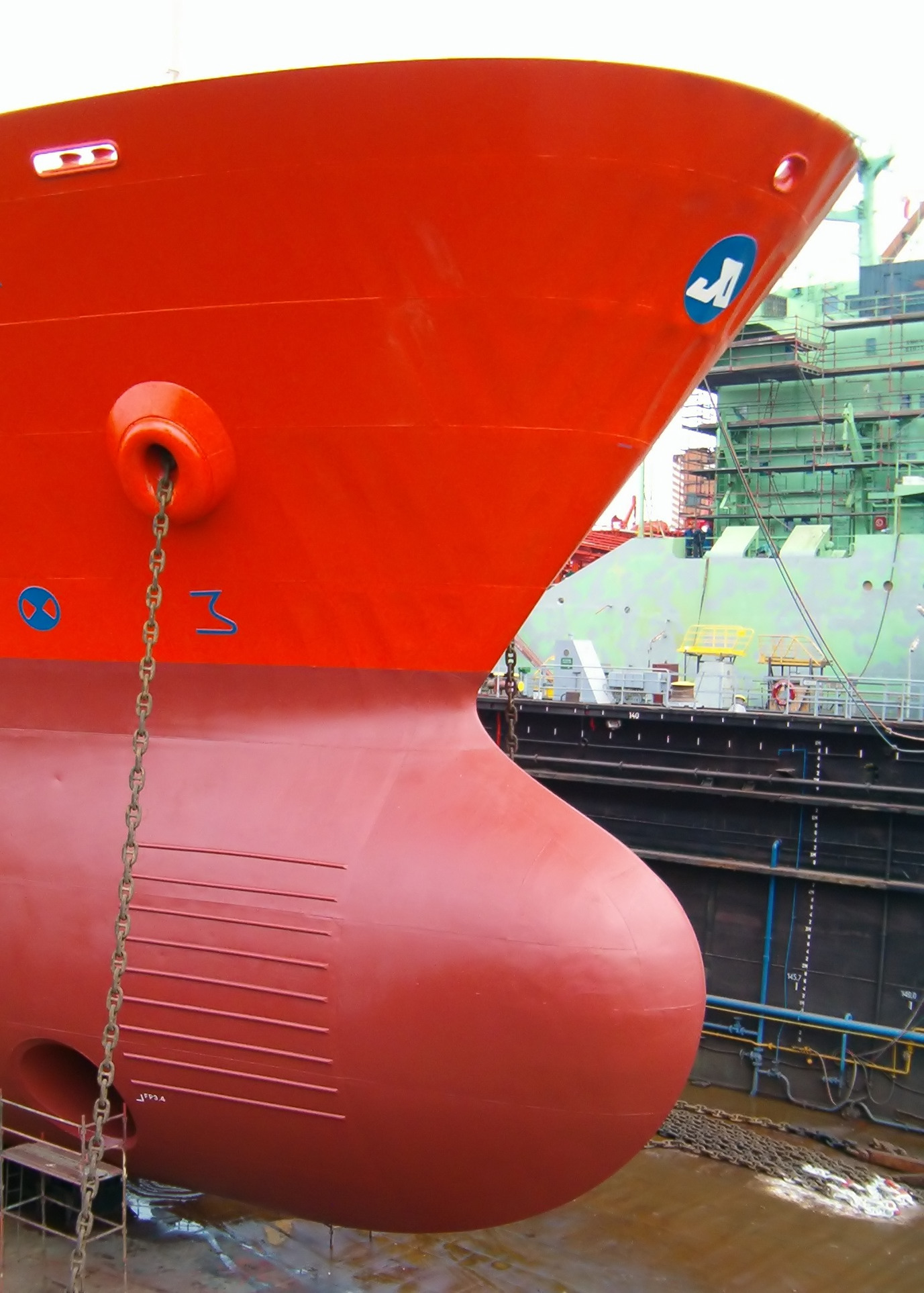
Dziób statku z gruszką

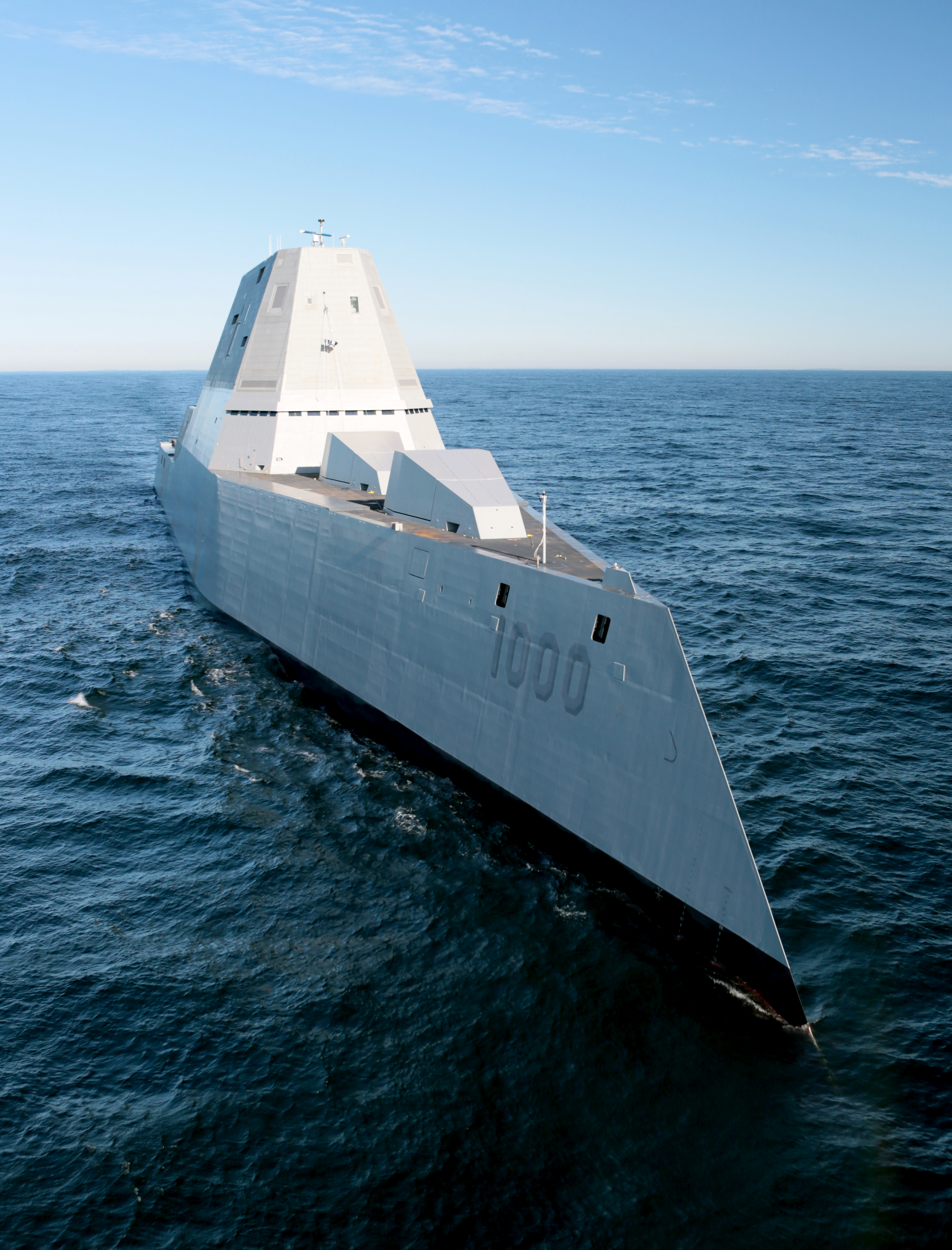
Okręt USS Zumwalt z dziobem odwróconym

Dziób – przednia część kadłuba jednostki pływającej, w przekroju poprzecznym najczęściej w kształcie zbliżonym do  trójkąta, rzadziej prostokąta lub trapezu (np. przy łodziach płaskodennych). Na jachtach żaglowych przyjmuje się, że jest to część od stewy dziobowej do przedniego masztu. Na współczesnych, dużych okrętach podwodnych dziób ma kształt zbliżony do połowy kuli, natomiast na statkach nawodnych, głównie handlowych, stosuje się tzw. dziób gruszkowy.
Istnieje wiele form konstrukcyjnych dziobu. W dużym stopniu determinują one kształt kadłuba oraz ogólne wrażenie estetyczne. W przeszłości dzioby często ozdabiane były przez figury tzw. galiony inaczej aflastony. Przykładem może być SY Zawisza Czarny. Kształt dziobów często zależał od mody panującej w danych czasach. Współcześnie upraszcza się ich formę, zwracając uwagę na praktyczne aspekty wykorzystania danej koncepcji, szczególnie na dzielność morską.

## Formy dziobu
- dziób prosty - zastosowany po raz pierwszy w angielskich kutrach pilotowych. Współcześnie rzadko spotykany. W konstrukcjach regatowych stosuje się odmianę dziobu prostego z lekko pochyloną dziobnicą. Pozwala to na wydłużenie pokładu przy zachowaniu tej samej długości konstrukcyjnej linii wodnej narzucanej często przez formuły pomiarowe.
- dziób z nawisem krążowniczym - najpowszechniejsze rozwiązanie wśród jachtów turystycznych. Zapewnia duży zapas pływalności
- dziób łyżkowy - podobne rozwiązanie do dziobu z nawisem krążowniczym, przy czym dziobnica jest znacznie bardziej wygięta. Jako pierwszy zastosowany przez G. Wattsona w 1893 r. Dużą zaletą tej koncepcji jest wydłużenie linii wodnej w przechyle, co powoduje wzrost prędkość jednostki. Do wad należy zaliczyć silne uderzanie o fale oraz mokrą żeglugę tj. tendencję do przelewania się fal przez dziób. Aby rozwiązać powyższe problemy zmniejszono krzywiznę dziobu tworząc powszechnie stosowany dziób z umiarkowanym nawisem.
- dziób kliprowy - stosowany w XIX wieku na kliprach. Charakteryzuje się typowym, wklęsłym wygięciem burt nadającym dziobowi kielichowaty kształt. Powszechnie rzadko spotykany ze względu na niewielkie osiągi prędkości spowodowane dużą utratą energii na odrzucanie mas wody w kierunku przeciwnym do kierunku ruchu.
- dziób z gruszką - stosowany powszechnie na dużych frachtowcach. Pierwszy dziób tego typu został skonstruowany przez Elvstroema w latach 70. na motorsailerze MS-38 Coronet, jednak nie zyskał wielu naśladowców. Na dużych statkach gruszka dziobowa zapewnia korzystny przepływ strug wody, przez co redukuje zużycie paliwa. Na małych jednostkach nieznacznie wpływa na jakość żeglugi.

Niektóre jednostki posiadają identyczny dziób i rufę, co zapewnia jednakowe warunki pływania w obu kierunkach:
- promy rzeczne nie muszą wówczas się obracać w celu zmiany kierunku płynięcia,
- żaglowce z jednym pływakiem bocznym (proa) pływają jednym halsem zamieniając przy zwrocie dziób z rufą.